# Cadarsac
Cadarsac (okzitanisch Cadarçac) ist eine französische Gemeinde mit 345 Einwohnern (Stand: 1. Januar 2022) im Département Gironde in der Region Nouvelle-Aquitaine (vor 2016 Aquitanien). Sie gehört zum Arrondissement Libourne und zum Kanton Le Libournais-Fronsadais. Die Einwohner werden Cadarsacais genannt.

## Lage
Cadarsac liegt acht Kilometer südwestlich von Libourne und etwa 25 Kilometer ostnordöstlich von Bordeaux. Umgeben wird Cadarsac von den Nachbargemeinden Arveyres im Nordwesten und Norden, Génissac im Osten sowie Nérigean im Süden und Westen. Der 15 ha große See Lac de Cadarsac im Nordwesten der Gemeinde, ursprünglich als Fischteich angelegt, ist heute ein regionales Naherholungszentrum.

## Bevölkerungsentwicklung
| Jahr                       | 1962 | 1968 | 1975 | 1982 | 1990 | 1999 | 2006 | 2013 | 2020 |
| Einwohner                  | 119  | 135  | 141  | 184  | 263  | 246  | 229  | 357  | 355  |
| Quellen: Cassini und INSEE |      |      |      |      |      |      |      |      |      |

## Sehenswürdigkeiten
- Kirche Sainte-Eulalie aus dem 12. Jahrhundert, Monument historique seit 1925

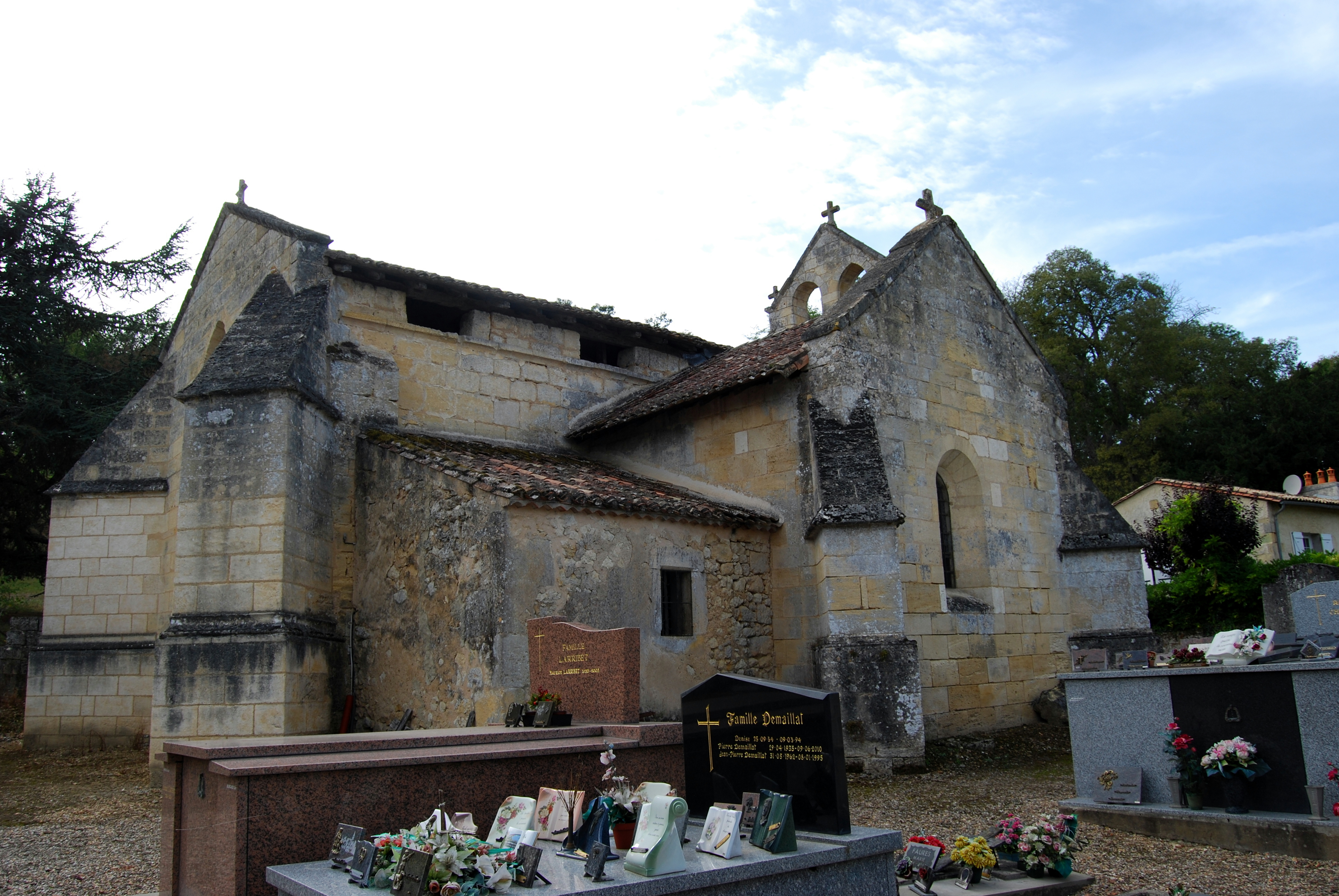
Kirche Sainte-Eulalie